# Duckow
Duckow – dzielnica miasta Malchin w Niemczech, w kraju związkowym Meklemburgia-Pomorze Przednie, w powiecie Mecklenburgische Seenplatte, w Związku Gmin Malchin am Kummerower See. Do 31 grudnia 2018 samodzielna gmina

## Toponimia
Nazwa poświadczona historycznie w formie Ducowe (1226, 1229, 1235), Ducow (1307), Duchowe (1373). Pochodzi z języka połabskiego, od odosobowej formy *Duchov- „gród Ducha”. Na język polski tłumaczona w formie Duchów.